# Ijwān (Cachemira)
La fuerza Ijwān (traducido del árabe como "hermanos"), popularmente conocida como Ijwán y conocida localmente como "naabedh", fue una milicia progubernamental del estado indio de Jammu y Cachemira, compuesta por militantes cachemires para luchar contra los guerrilleros.

## Incorporación
En 1994, una parte de los militantes que se sentían marginados por el hecho de que el ISI (Inter-Service-Intelligence, "Inter Servicio de Inteligencia") de Pakistán favoreciera al islamista Hizbul Mujahideen sobre otros grupos, buscaron otros caminos alternativos. Mohammad Yusuf Parray, más conocido como Kuka Parray formó, a principios de 1994, su propia organización pro-India Ijwān-ul-Muslemoon, poniéndose al lado de las fuerzas de seguridad indias para luchar contra los militantes islamistas respaldados por el gobierno pakistaní. Además de Ijwān, estaban otros grupos liderados por Javed Ahmad Shah (con el respaldo del Grupo de Operaciones Especiales de la policía estatal) y Liaqat Jan (que operaba en el distrito de Anantnag de Cachemira). A finales de 1994, los tres grupos se fusionaron en una organización conocida como Ijwan-ul-Muslimin.

## Actividades
Muchos luchadores prominentes de Ijwān disputaron las elecciones de 1996. Kuka Parray fundó la Liga Awami de Jammu y Cachemira y ganó. Javed Ahmad Shah se unió a la Conferencia Nacional de Jammu y Cachemira.

## Disolución
Después de las elecciones a la asamblea de 1996, debido al conocimiento público de sus tácticas implacables y por varias campañas publicitarias de organizaciones a favor de la libertad, Ijwān se vio rápidamente desplazada políticamente. La cobertura oficial del grupo armado fue suprimida poco después por el gobierno indio, lo que provocó gran cantidad de bajas. Ikhwan habría perdido más de 150 miembros. Según un informe de 2003 del periódico The Hindu, entre 350 y 500 de sus miembros permanecieron en servicio activo con la policía de Jammu y Cachemira y el ejército indio y se les pagó un estipendio con regularidad.
Kuka Parray fue asesinado por militantes en 2003 mientras se dirigía a inaugurar un partido de cricket en Sonawari, distrito de Bandipore. Javed Ahmad Shah también fue asesinado el mes anterior por militantes en el Hotel Greenway de Srinagar. Liaqat Jan continúa viviendo en Cachemira.